# فرودگاه چیبووگاماو/چاپایس
فرودگاه چیبووگاماو/چاپایس (به انگلیسی: Chibougamau/Chapais Airport) یک فرودگاه همگانی باربری با کد یاتا YMT است که یک باند فرود آسفالت دارد و طول باند آن ۱٬۹۸۰ متر است. این فرودگاه در کشور کانادا قرار دارد و در ارتفاع ۳۸۷ متری از سطح دریا واقع شده‌است.

## شرکت‌های هواپیمایی و مقصدهای پروازی
| شرکت‌های هواپیمایی | مقصدهای پروازی                                                               |
| ----------------- | ---------------------------------------------------------------------------- |
| Air Creebec       | چیساسیبی، ایستمین ریور، مونترآل-پییر الیوت ترودو، نمیسکو، واسکاگانیش، ومینجی |